# Јуниондејл (Индијана)
Јуниондејл (енгл. Uniondale) град је у америчкој савезној држави Индијана.

## Демографија
По попису из 2010. године број становника је 310, што је 33 (11,9%) становника више него 2000. године.
| Група             | 2000.       | 2010.       |
| Белци             | 276 (99,6%) | 299 (96,5%) |
| Афроамериканци    | 0 (0,0%)    | 1 (0,3%)    |
| Азијати           | 1 (0,4%)    | 6 (1,9%)    |
| Хиспаноамериканци | 0 (0,0%)    | 3 (1,0%)    |
| Укупно            | 277         | 310         |